# Krilo z ventilatorjem
Krilo z ventilatorjem ali Fanwing je vrsta zrakoplova s STOL sposobnostmi. Razlikuje se od letal ali helikopterjev s tem, da uporablja fiksno krilo, ki ima nameščene cilindrične ventilatorje (fan-e) na sprednjem delu krila.
FanWing Ltd je ime podjetja, ki je razvilo koncept. Načrtovalci trdijo, da je naprava prvi helikopter s horizontalnimi rotorji. 
Cilindrični ventilator na videz spominja na ročno gnano kosilnico. Ventilator je nameščen na celotnem sprednjem delu krila. Horizontalna os vrtenja je vzporedna s krilom. Vrtenje poveča zračni tok na zgornjem delu krila, zato ima krilo vzgon tudi pri majhnih hitrostih leta. Konvencionalno krilo bi pri tako majhnim hitrostih izgubilo vzgon. 
Testiranja v praksi z radijsko vodenimi modeli so pokazali, da je koncept zmožen kontroliranega leta. Je pa nekaj razlik v primerjavi s konvencionalnimi letali s fiksnimi krili:
- moč motorja vpliva na kot letenja, povečana moč lahko ustavi letalo
- jadralno število v primerjavi odpovedi motorja je nizko (1:3), je pa zmožen pristanka z avtorotacijo, če se odklopi motor

Patrick Peebles je razvil FanWing leta 1997. Novejši dizajni naj bi hitrost podobno helikopterski.Maja 2007 so načrtovalci oznanili brezpilotni STOL prototip za opazovanje v urbanih področjih.Dvosedežni lahki demonstrator naj bi poletel leta 2013 na Experimental Aircraft Association’s (EAA) AirVenture v Oshkosh-u, Wisconsin, ZDA
Fanwing Ltd. trdi, da naj bi zrakoplov bil tišji, imel V/STOL sposobnosti, stabilnost v bočnem vetru, skoraj nično verjetnost izgube vzgona in imel nizke stroške izgradnje in vzdrževanja. Trditve za zrakoplov realne velikosti še niso povsem potrjene.